# Leptagonus decagonus
Leptagonus decagonus és una espècie de peix pertanyent a la família dels agònids i l'única del gènere Leptagonus.

## Descripció
- Fa 21 cm de llargària màxima.[3][4]

## Alimentació
Menja crustacis i poliquets bentònics i pelàgics.

## Depredadors
És depredat per Raja radiata.

## Hàbitat
És un peix marí, demersal i de clima polar (83°N-43°N, 117°W-36°E) que viu entre 0-930 m de fondària (normalment, entre 75 i 230).

## Distribució geogràfica
Es troba al Canadà, Groenlàndia, Islàndia, Noruega i Rússia.

## Costums
És bentònic.

## Observacions
És inofensiu per als humans.